# Onychogomphus ardens
Onychogomphus ardens är en trollsländeart som beskrevs av James George Needham 1930. Onychogomphus ardens ingår i släktet Onychogomphus och familjen flodtrollsländor. Inga underarter finns listade i Catalogue of Life.